# Jarkko Tontti
Jarkko Olavi Tontti (n. 9 decembrie 1971, Tampere, Finlanda) este un scriitor, poet, avocat finlandez.
Jarkko Tontti a studiat dpreptul, filosofia și literatura la universități din Helsinki, Edinburgh, Berlin și Bruxelles.
Primul volum de poezie, apărut în 2006, Vuosikirja (Book of Years) a primit Premiul Kalevi Jäntti. Poeziile sale au fost traduse în engleză, franceză, suedeză, italiană, rusă, japoneză, estoniană, germană, greacă, slovenă, latină, poloneză, și portugheză.
A fost președinte al Clubului PEN din Finlanda și acum este membru permanent al board-ului PEN International.

### Proză
- Vedeera ja polttavan auringon maa, roman (2022)
- Haava, roman (2021)
- Perintö, roman (2018)
- Vedeera vaarallisilla vesillä, roman (2018)
- Lento, roman (2013)
- Vedeeran taru, roman (2012)
- Sali, roman (2011)
- Luokkakokous, roman (2007)

### Volume de poeme
- Kangasalan ja Jerusalemin runot, poezii (2024)
- Lain laita, poezii (2020)
- Jacasser, poezii (2009)
- Vuosikirja, poezii (2006)

### Eseuri
- Tarkoituksista ja keinoista (2022)
- Viisastuminen sallittu (2016)
- Koti, uskonto ja isänmaa (2011)